# Легошур
Легошу́р (рос. Легошур) — річка в Росії, права притока Юса. Протікає територією Кезького району Удмуртії.
Річка починається за 3 км на північний захід від колишнього присілка Легоїл. Протікає спочатку на південь, потім повертає на південний схід, середня течія спрямована на південь із плавним переходом у південно-східний напрямок. Береги заліснені, у нижній течії ведуться торфорозробки. Впадає до Юса навпроти південно-західних околиць присілка Ю-Тольйон. Приймає декілька дрібних приток.